# Ruby cabernet
Le  ruby cabernet est un cépage américain de raisins noirs.

## Origine et répartition géographique
Le ruby carbernet est une obtention de Harold Olmo en 1936 en croisant le carignan x cabernet-sauvignon à l'Université de Californie à Davis. Il a été développé pour de climats chauds en prenant la résistance au chaud du carignan et la finesse du cabernet.
Le ruby cabernet est essentiellement cultivé en Californie. La superficie plantée est en régression et le ruby cabernet couvre actuellement 2500 hectares. Il est également cultivé en Australie, en Afrique du Sud et en Argentine.

## Caractères ampélographiques
- Extrémité du jeune rameau duveteux, blanc.
- Jeunes feuilles aranéeuses, bronzées
- Feuilles adultes, à 5 lobes avec des sinus supérieurs profonds, un sinus pétiolaire en U ou en lyre, des dents ogivales, étroites, en deux séries, un limbe légèrement aranéeux.

## Aptitudes culturales
La maturité est de troisième époque tardive: 35 jours après le chasselas.

## Potentiel technologique
Les grappes sont moyennes et les baies sont de taille moyenne. La grappe est conique et compacte. Le cépage est de bonne vigueur et fertile mais il ne convient pas aux sols sablonneux ou compacts. Il est assez sensible à l’oïdium et assez tolérant à la Maladie de Pierce. Le cépage produit des vins très colorés mais de qualité ordinaire, manquant de corps. Les vins sont utilisés en général dans des assemblages avec d’autres cépages ou aux jus de raisins.

## Synonymes
Le ruby cabernet est aussi connu sous les noms de rubi kaberne et roubi cabernet.